# George Weymouth
George Weymouth (Cockington, 1585 – 1612) è stato un esploratore britannico del XVII secolo.

## Biografia
Weymouth fu un uomo di una certa istruzione, sembra abbia studiato prima di intraprendere i suoi viaggi. Tra il suo primo viaggio e la sua seconda spedizione, indirizzò al re Giacomo I un manoscritto intitolato "The jewell of artes", che trattava di navigazione, costruzione navale e strumenti di guerra.
Nel settembre 1601, dopo trattative fallite con la Compagnia di Mosca, Weymouth accettò di cercare un passaggio a nord-ovest con la Compagnia delle Indie Orientali. Si prepararono con lui: il reverendo John Cartwright, grazie al quale sappiamo il resoconto dei viaggi in Oriente scrivendo “I viaggi dei predicatori” nel 1611 e John Drew. Weymouth ricevette £ 100 per preparare il viaggio e gli furono promesse £ 500 se avesse trovato il passaggio. La regina dotò Weymouth di una lettera miniata all'"Imperatore della Cina", con traduzioni in latino, spagnolo e italiano, e una scatola di latta per contenerle, purtroppo mai arrivate a destinazione.
Il 2 maggio 1602, Weymouth salpò dal Tamigi con due navi e 35 uomini: la Discovery, accompagnata dalla Godspeed. Il 28 giugno avvistò l'America a circa a una latitudine di 62°30'N, ma fu spinto al largo della costa a causa della nebbia. L'8 luglio è stata nuovamente avvistata terra questa volta circa a 63°53’N, ma a causa del molto ghiaccio non gli fu possibile esplorare la costa. Il 20 luglio, degli ammutinati presentarono per iscritto le ragioni dell'ammutinamento: non volevano svernare a nord ma solo tra il 57° e il 60° N. Il giorno seguente, l'equipaggio salpò, gli uomini dichiararono che questa decisione era stata presa da tutti. Il 22 luglio, Weymouth, chiamò i capi della rivolta e li punì severamente ma poi condonò loro una parte della sentenza. Lo stesso giorno, le barche della Discovery e della Godspeed scamparono al capovolgimento di un iceberg, rottosi mentre gli uomini stavano rompendo il ghiaccio per ricostituire la loro scorta di acqua dolce. Le navi continuarono a navigare verso sud. Il 26 luglio, Weymouth stimò di essere all'ingresso del futuro stretto di Hudson,nel quale navigò verso ovest per circa 300 miglia. Alla fine, un anno dopo furono costretti a tornare indietro, poiché molti uomini erano malati.
Superarono nuovamente lo stretto di Hudson il 5 agosto e il 9 agosto fu avvistata la costa del Labrador, quella notte la Godspeed colpì un iceberg ma non subì alcun danno. Il 14 agosto, le navi si fermarono a ovest per cercare un'insenatura alla latitudine 56° N, poiché Weymouth aveva buone speranze e probabili ragioni di credere nella presenza di un passaggio, nulla è venuto dalla ricerca. Le navi furono colpite da una grande tempesta il 18 agosto ma con un vento favorevole fecero vela per l'Inghilterra. Le navi raggiunsero Dartmouth il 5 settembre 1602.
Il 5 marzo 1605 salpò dall'Inghilterra con un equipaggio di 29 uomini sulla nave Archangel e poiché il carburante e l'acqua scarseggiavano sulla nave, Weymouth, con molti dei suoi uomini, scese a terra per procurarsi il necessario sull'isola di Monhegan, al largo della costa del Maine, il 17 maggio 1605. Chiamò l'isola Saint George, in onore del santo patrono dell'Inghilterra.
Esplorò quindi la costa del Maine, compresa la foce del fiume Kennebec.
Durante la spedizione vennero catturati cinque nativi. Al ritorno, in luglio dello stesso anno, li portarono in Inghilterra, dove furono presentati a Ferdinando Gorges, organizzatore della spedizione.
Il pino strobo è chiamato anche, specialmente in Inghilterra, Weymouth Pine, in quanto Weymouth ne portò alcuni esemplari in Inghilterra con l'intenzione di trapiantarli per ricavarne legname per la costruzione di navi. Non sopravvissero però a lungo perché attaccati dal fungo Cronartium ribicola (chiamato in inglese White Pine Blister Rust).